# آنا ماریسکال
آنا ماریسکال (اسپانیایی: Ana Mariscal‎؛ ‏ ۳۱ ژوئیهٔ ۱۹۲۳ – ۲۸ مارس ۱۹۹۵) بازیگر، کارگردان فیلم، مؤلف، نویسنده و فیلم‌نامه‌نویس اهل اسپانیا بود. وی بین سال‌های ۱۹۴۰ تا ۱۹۶۸ میلادی فعالیت می‌کرد.
از فیلم‌ها یا مجموعه‌های تلویزیونی که وی در آن‌ها نقش داشته است، می‌توان به سرگیجه اشاره نمود.